# Choreia maculata
Choreia maculata är en stekelart som först beskrevs av Hoffer 1954.  Choreia maculata ingår i släktet Choreia och familjen sköldlussteklar. Inga underarter finns listade i Catalogue of Life.